# Crash (1996)
Crash (prt: Crash; bra: Crash - Estranhos Prazeres) é um filme independente britano-canadense de 1996, dos gêneros thriller psicológico e suspense erótico escrito e dirigido por David Cronenberg, baseado no romance de J. G. Ballard de 1973 com o mesmo nome. Segue-se um produtor de cinema (James Spader) quando ele se envolve com um grupo de simforofílicos que são sexualmente excitados por acidentes de carro. O filme também é estrelado por Deborah Kara Unger, Elias Koteas, Holly Hunter e Rosanna Arquette.
O filme gerou polêmica considerável em seu lançamento e abriu a reações mistas e altamente divergentes da crítica de cinema. Enquanto alguns elogiaram o filme por sua premissa ousada e originalidade, outros criticaram sua combinação de sexualidade gráfica e violência. Estreou no Festival de Cinema de Cannes, onde recebeu o Prémio Especial do Júri, um prémio único que se distingue do Prémio do Júri por não ser atribuído anualmente, mas apenas a pedido do júri oficial (por exemplo, no ano anterior, foram atribuídos um Prêmio do Júri e um Prêmio Especial do Júri). Quando então presidente do júri, Francis Ford Coppola anunciou o prémio "pela originalidade, pela ousadia e pela audácia", afirmou que tinha sido uma escolha polémica e que alguns membros do júri "se abstiveram de forma apaixonada". O prêmio não foi concedido desde então. Recebeu seis prêmios Genie da Academia Canadense de Cinema e Televisão, incluindo prêmios para Cronenberg como diretor e roteirista; o filme também foi indicado em mais duas categorias, incluindo Melhor Filme.
No Brasil, a edição definitiva e limitada do filme em blu-ray foi lançada pela Versátil Home Vídeo na loja virtual Versátil HV.

## Sinopse
Um acidente de trânsito envolve um publicitário — James Ballard — e um casal, cujo marido morre e a mulher fica em estado grave. Quando se recupera, ela e o publicitário se tornam amantes e conhecem grupo de pessoas cujo fetiche sexual é reconstituir acidentes automobilísticos sem nenhuma segurança, aumentando a excitação de todos. James e a mulher acabam descobrindo um novo prazer, e o sexo passa a ser mais freqüente dentro de carros acidentados.

## Elenco principal
- James Spader como James Ballard
- Deborah Kara Unger como Catherine Ballard
- Elias Koteas como Dr. Robert Vaughan
- Holly Hunter como Dr. Helen Remington
- Rosanna Arquette como Gabrielle
- Peter MacNeill como Colin Seagrave
- Judah Katz como vendedor
- Nicky Guadagni como tatuador
- Boyd Banks como Grip
- David Cronenberg (voz) como vendedor de automóveis

## Produção
O filme foi uma co-produção internacional entre a empresa britânica Recorded Picture Company e as empresas canadenses Alliance Communications Corporation, The Movie Network, e Telefilm Canada.

## Lançamento

### Controvérsias
O filme foi polêmico, assim como o livro, por causa de suas representações vívidas de atos sexuais explícitos instigados pela violência.
No Festival de Cinema de Cannes, uma exibição provocou vaias e ataques furiosos de telespectadores irritados. Em uma entrevista de 2020, Cronenberg afirmou que acreditava que Francis Ford Coppola, o presidente do júri no Festival de Cinema de Cannes de 1996, se opunha tão veementemente a Crash que outros membros do júri a favor do filme se uniram para apresentar a Cronenberg um raro Prêmio especial do júri. Tão grande foi a aversão de Coppola pelo filme que, de acordo com Cronenberg, Coppola se recusou a entregar pessoalmente o prêmio ao diretor.
O assunto polêmico levou o The Daily Mail e o The Evening Standard a orquestrar uma campanha agressiva para banir Crash no Reino Unido. Em resposta a este clamor, o British Board of Film Classification (BBFC) inquiriu um Conselheiro da Rainha e um psicólogo, nenhum dos quais encontrou qualquer justificação para bani-lo, e 11 pessoas com deficiência, que não viram ofensa com a sua representação de deficientes físicos. Não vendo nenhuma evidência de proibição, Crash foi aprovado pelo BBFC sem cortes com uma classificação de 18 anos em março de 1997.
Uma gerente de cinema em Oslo, Noruega, proibiu o filme em sua locação. Ela negou que tenha sido relacionado a um acidente de trânsito que deixou seu marido paralisado.
O magnata da mídia Ted Turner, cuja empresa supervisionava a distribuidora americana Fine Line Features, recusou-se a lançar o filme nos Estados Unidos, chegando a retirá-lo de uma data de lançamento em outubro de 1996, que deveria coincidir com o lançamento canadense. Mais tarde, Cronenberg confirmaria que um executivo da Fine Line compartilhou o boato de que a aversão de Turner pelo filme era a razão de seu atraso. Ele disse que Turner estava moralmente ofendido e preocupado com "incidentes imitadores". O filme acabou sendo lançado nos Estados Unidos na primavera de 1997.
AMC Entertainment Inc., a segunda maior rede de cinemas dos Estados Unidos na época, disse que estava postando guardas de segurança do lado de fora de cerca de 30 telas que exibiam o filme para garantir que menores não entrassem. No local da AMC em Century City em Los Angeles, dois seguranças estavam presentes, um dentro do auditório e outro fora.
O filme ainda foi proibido pelo Conselho de Westminster, o que significa que não poderia ser exibido em nenhum cinema no West End, embora eles já tivessem dado permissão especial para a estreia do filme, e foi facilmente visto nas proximidades de Camden. Nos Estados Unidos, o filme foi lançado em ambas as versões com classificações NC-17 e R. Na Austrália, uma versão reduzida classificada como R18+ teve um lançamento limitado; mais tarde foi lançado sem cortes em VHS no início de 1997 e depois em DVD em 2003. A versão americana NC-17 foi anunciada com o slogan "O filme mais polêmico dos últimos anos".
Um estudo acadêmico sobre a controvérsia e as respostas do público a ela, escrito por Martin Barker, Jane Arthurs e Ramaswami Harindranath, foi publicado pela Wallflower Press em 2001, intitulado The Crash Controversy: Censorship Campaigns and Film Reception.

## Recepção critica
Ele tem uma classificação de 63% "fresh" no Rotten Tomatoes com base em 59 avaliações, com uma pontuação média de 6,8/10. O consenso diz: "Apesar da direção surpreendentemente distante e clínica, a premissa explícita de Crash e o sexo são territórios clássicos de Cronenberg." No Metacritic, a pontuação do filme é listada como 50 de 100, conforme determinado por 23 críticos, significando "críticas mistas ou médias".
Em sua crítica contemporânea, Roger Ebert deu ao filme 3,5 de 4 estrelas, escrevendo:
"Crash" é sobre personagens hipnotizados por um fetiche sexual que, de fato, ninguém tem. Cronenberg fez um filme pornográfico na forma, mas não no resultado... [Crash é] como um filme pornô feito por um computador: ele baixa gigabytes de informações sobre sexo, descobre nosso caso de amor com carros e combina -los em um algoritmo errado. O resultado é desafiador, corajoso e original - uma dissecação da mecânica da pornografia. Admirei, embora não possa dizer que "gostei".
Em 2000, uma pesquisa feita por The Village Voice com críticos de cinema listou Crash como o 35º Melhor Filme da década de 1990. Uma pesquisa semelhante feita por Cahiers du cinéma colocou-o em 8º. Em 2005, a equipe da Total Film o listou em 21º lugar em sua lista dos maiores filmes de todos os tempos. Slant Magazine o selecionou como um de seus "100 filmes essenciais".
Em At the Movies with Roger Ebert, o diretor Martin Scorsese classificou Crash como o oitavo melhor filme da década.
O crítico de cinema da BBC, Mark Kermode, descreveu Crash como "quase perfeito" e elogiou a trilha sonora de Howard Shore, admitindo que é um "filme difícil de gostar" e descrevendo as performances do elenco como "glaciais".
Em 2002, Parveen Adams, um acadêmico especializado em arte/cinema/performance e psicanálise, argumenta que a textura plana do filme, alcançada por meio de vários dispositivos cinematográficos, impede o espectador de se identificar com os personagens da mesma forma que alguém faria com um filme mainstream. Em vez de desfrutar indiretamente do sexo e dos ferimentos, o espectador se torna um voyeur desapaixonado. Adams também observa que as cicatrizes dos personagens são antigas e sem sangue - em outras palavras, as feridas carecem de vitalidade. A ferida "não é traumatizante", mas sim "uma condição da nossa vida psíquica e social".
Em uma entrevista de 1996 ao Vancouver Sun, Cronenberg disse que o cineasta italiano Bernardo Bertolucci disse a ele que "o filme foi uma obra-prima religiosa".
Sobre a adaptação, o autor J. G. Ballard disse: "O filme é realmente melhor do que o livro. Ele vai além do livro e é muito mais poderoso e dinâmico. É fantástico".

## Principais prêmios e indicações
O filme foi indicado para a Palma de Ouro no Festival de Cinema de Cannes de 1996 . No final, ganhou o Prêmio Especial do Júri. O presidente do júri de Cannes, Francis Ford Coppola, observou que "certos membros (do júri) se abstiveram apaixonadamente" de endossar o filme de Cronenberg, mas acrescentou que era importante dar um prêmio a Crash", embora em explorar alguma verdade sobre a condição humana ofendeu (certos espectadores)". No entanto, outros relatos sugeriram que foi o próprio Coppola que não gostou do filme, com o produtor Jeremy Thomas dizendo mais tarde, "Ele tocou um nervo". Em uma entrevista de 2020 para a restauração 4K do filme, Cronenberg disse que Coppola foi o principal dissidente sobre o apoio ao filme no júri de Cannes, acrescentando que "ele não me entregou o prêmio" e arranjou outra pessoa para fazê-lo.
Crash também foi nomeado para o prestigioso Grande Prêmio do Sindicato Belga de Críticos de Cinema.
Em 1996, o filme ganhou seis prêmios Genie da Academia Canadense de Cinema e Televisão, incluindo prêmios para Cronenberg como diretor e roteirista e John Douglas Smith para "Melhor Realização em Edição de Som". O filme também foi indicado em mais duas categorias, incluindo produtor. Crash também foi indicado em 1998 para o prêmio USA Motion Picture Sound Editors.
O filme ganhou na categoria de Melhor Filme Alternativo para Adultos no Adult Video News Awards de 1998.
No Stinkers Bad Movie Awards de 1997, o filme foi inscrito no Founders Award, que lamentou as maiores desgraças de estúdio do ano e declarou: "Como a vencedora do Oscar Holly Hunter e os geralmente confiáveis James Spader e Rosanna Arquette foram sugados para esta bagunça é um mistério".
Crash também está incluído na The Criterion Collection.
Festival de Cannes 1996 (França)
- Venceu
  - Prêmio Especial do Júri[32]
- Indicado
  - Palma de Ouro[32]